# Miike Snow
Miike Snow ist eine schwedische Elektropop-Gruppe, die 2007 in Stockholm gegründet wurde.

## Geschichte
Die Band besteht aus dem US-amerikanischen Singer/Songwriter Andrew Wyatt und den schwedischen Produzenten und Songwritern Christian Karlsson und Pontus Winnberg, die als Duo Bloodshy & Avant den Britney-Spears-Hit Toxic produzierten und bereits mit Jennifer Lopez, Kelis, Kylie Minogue, Madonna und Depeche Mode zusammenarbeiteten. Christian Karlsson ist darüber hinaus Mitglied des DJ-Duos Galantis, welches ebenfalls internationale Erfolge verzeichnen konnte.
Nach dem Debütalbum Miike Snow aus dem Jahr 2009 erschien 2012 der Nachfolger Happy to You.
2011 wurden sie mit dem European Border Breakers Award (EBBA) ausgezeichnet.

## Diskografie

### Alben
- 2009: Miike Snow
- 2012: Happy to You
- 2016: III

### Singles
- 2009: Animal (US: Platin)
- 2010: Silvia
- 2011: Devil’s Work
- 2012: Paddling Out
- 2012: The Wave
- 2015: Genghis Khan (US: Platin)
- 2016: The Heart of Me
- 2024: I Was a Sailor

## Auszeichnungen für Musikverkäufe
| Goldene Schallplatte - Neuseeland - 2019: für die Single Genghis Khan |

Anmerkung: Auszeichnungen in Ländern aus den Charttabellen bzw. Chartboxen sind in ebendiesen zu finden.
| Land/RegionAuszeichnungen für Musikverkäufe (Land/Region, Auszeichnungen, Verkäufe, Quellen) | Gold     | Platin     | Verkäufe  | Quellen          |
| -------------------------------------------------------------------------------------------- | -------- | ---------- | --------- | ---------------- |
| Neuseeland (RMNZ)                                                                            | Gold1    | —          | 15.000    | radioscope.co.nz |
| Vereinigte Staaten (RIAA)                                                                    | —        | 2× Platin2 | 2.000.000 | riaa.com         |
| Vereinigtes Königreich (BPI)                                                                 | Gold1    | —          | 400.000   | bpi.co.uk        |
| Insgesamt                                                                                    | 2× Gold2 | 2× Platin2 |           |                  |